# Chilia Veche
Chilia Veche (lett. Chilia Vecchia) è un comune della Romania di 2 496 abitanti, ubicato nel distretto di Tulcea, nella regione storica della Dobrugia. 
Il comune è formato dall'unione di 4 villaggi: Câșlița, Chilia Veche, Ostrov Tătaru, Tatanir.
Chilia Veche ha dato il nome al cosiddetto Ramo di Chilia del Delta del Danubio, sulla cui riva destra si trova e che qui fa da confine con l'Ucraina.
Fondata dai Bizantini, trae il nome dal greco κελλίa, kellia, che significa granai e viene ricordata per la prima volta nel 1241 nelle cronache del persiano Rashid al-Din. Di fronte a Chilia Veche, sull'altra riva del Danubio, si trova la città, oggi ucraina, di Kilija, che venne fondata dal Principe di Moldavia Ştefan cel Mare col nome rumeno di Chilia Nouă (in italiano Chilia Nova) per contrastare l'Impero ottomano, che aveva conquistato la zona della città vecchia nel XV secolo.
Alcuni studiosi ritengono che qui si trovasse anche il centro commerciale genovese medievale noto come Lycostomo o Licostomo (Λυκόστομο).